# Magali Tisseyre
Magali Tisseyre (Montreal, 27 de octubre de 1981) es una deportista canadiense que compitió en triatlón. Ganó dos medallas de bronce en el Campeonato Mundial de Ironman 70.3 en los años 2009 y 2010.

## Palmarés internacional
| Campeonato Mundial | Campeonato Mundial          | Campeonato Mundial | Campeonato Mundial |
| Año                | Lugar                       | Medalla            | Prueba             |
| ------------------ | --------------------------- | ------------------ | ------------------ |
| 2009               | Clearwater (Estados Unidos) | Medalla de bronce  | Individual         |
| 2010               | Clearwater (Estados Unidos) | Medalla de bronce  | Individual         |